# Konstantin Karanikas
Konstantin Karanikas (* 1966 in Leichlingen) ist ein deutsch-griechischer Bewegungs- und Sportwissenschaftler. Er lehrt als Professor und Studiengangsleiter für Physiotherapie an der Hochschule für angewandte Wissenschaften Bamberg – Private Hochschule für Gesundheit und ist als Berater, Geschäftsführer, Gutachter, Herausgeber, Therapeut und Wissenschaftler tätig.

## Leben
Konstantin Karanikas legte sein Abitur in Athen nieder, studierte nach einem Sprachstudium an der Universität Köln Sportwissenschaften an der Sporthochschule Köln, verfasste seine Diplomarbeit am Institut für Trainings- und Bewegungslehre und erwarb den akademischen Grad eines Diplom-Sportlehrer. Nach einem postgradualen Studium an der Universität Bochum in den Fächern Prävention und Rehabilitation durch Bewegung und Sport (Bewegung- und Sporttherapie), studierte Karanikas im Rahmen eines Fernstudiums (Aspekte der Sportökonomie) an der Fernuniversität Hagen und promovierte am Institut für Biomechanik und Orthopädie an der Deutschen Sporthochschule Köln zum Dr. der Sportwissenschaften.

## Wirken

### Hochschullehre
Ende 2009 wurde Karanikas zum Professor für Bewegungswissenschaften an die Hochschule Coburg berufen. Eine weitere Berufung erfolgte an die Hochschule für angewandte Wissenschaften Bamberg. Seit 2013 ist Karanikas Vorsitzender des Senats.

### Forschungsfelder
Von 1997 bis 2006 war Karanikas mit Forschungstätigkeiten in Projekten des Instituts für Biomechanik und Orthopädie der Sporthochschule Köln tätig. Dazu zählen Themen wie die Adaptation von Muskeln und Sehnen, Belastungsgestaltung und Belastungsverträglichkeit, Bewegungssicherheit und Bewegungseffektivität im Alter und Biomechanische Aspekte des Krafttrainings. Seit 2007 bis heute ist er mit der Leitung von Forschungstätigkeiten in der interdisziplinären Therapiewissenschaft der Fachhochschule Schloss Höhenfels bzw. an der Hochschule Bamberg betraut.

### Gutachter/Reviewer
Karanikas ist seit 2010 Gutachter / Reviewer der Fachzeitschrift „Journal of Advanced Research“, seit 2011 bis heute Gutachter / Reviewer der Fachzeitschrift  pt Physiotherapie.

### Kongressaktivitäten
Karanikas ist oftmals geladener Referent auf namhaften Kongressen.